# Karl Oswald Victor Engler
Karl Oswald Victor Engler (Weisweil, 5 gennaio 1842 – Karlsruhe, 7 febbraio 1925) è stato un chimico tedesco, membro d'onore nelle Università di Berlino, Darmstadt, Monaco di Baviera, Bucarest, Pietroburgo e Torino.

## Biografia
Iniziò a studiare chimica  nel 1859, all'età di diciassette anni, presso l'istituto politecnico di Karlsruhe, dove successivamente, a partire dal 1863, svolse il ruolo di assistente scientifico.

Nel 1864 ottenne dall'Università di Friburgo in Brisgovia un dottorato in chimica che gli permise di svolgere il ruolo di assistente presso l'Istituto chimico nell'università di Saale.

Dopo l'abilitazione ottenuta nel 1867, insegnò fino al 1872 nell'Università di Saale, dove nel 1874 pubblicò il manuale di chimica tecnica.

Nel 1876 ottenne la nomina di professore ordinario di tecnologia chimica, e nel 1885 fu nominato direttore del laboratorio di chimica tecnica nella scuola politecnica a Karlsruhe.

Nel 1870 sperimentò con Adolf Emmerling la sintesi dell'indaco, e successivamente ne pubblicò un trattato sulla produzione di sintesi, ma senza mai ottenere la formula strutturale corretta.

Oltre ad occuparsi per molti anni della sintesi dell'indaco, Karl Engler si occupò soprattutto della chimica dell'olio e delle caratteristiche dell'ozono.

A partire dal 1884, svolse i primi studi e le prime sperimentazioni in questo nuovo settore della chimica, e nel 1885 intraprese un viaggio di studio nelle regioni ricche di petrolio come il Caucaso, il medio Oriente ed il nord America. In seguito sviluppò un accurato studio sulla trasformazione geologica, chimica e fisica del grasso animale in petrolio.

Sempre nell'ambito della ricerca sull'olio, Engler inventò uno strumento per misurarne la viscosità relativa. Tale strumento, denominato viscosimetro di Engler, è attualmente in uso nei settori della scienza e della tecnica.

Engler fu impegnato anche politicamente nel Partito liberale nazionale, e nel 1897 tramite il ministero della sanità della Prussia, cercò di diffondere l'introduzione per l'esame di abilitazione alla professione di chimico, ma tale proposta incontrò forti resistenze nelle università.

Durante il 1903, essendo a capo del Consiglio di sorveglianza della Basf,   progettò con altri esperti lo sviluppo su grande scala della produzione dell'ammoniaca.

Dal 1908 lavorò presso la Bosch fino alla morte, giunta il 7 febbraio del 1925.
Il significato di Karl Oswald Victor Engler, per la chimica, è legato alla ricerca per la sintesi dell'indaco, alla teoria ed alla pratica della chimica degli oli e della petrolchimica.